# Walerija Alexejewna Troizkaja

Walerija Alexejewna Troizkaja

Walerija Alexejewna Troizkaja (russisch Валерия Алексеевна Троицкая; * 15. Novemberjul. / 28. November 1917greg. in Petrograd; † 21. Januar 2010 in Melbourne) war eine russische Geophysikerin.

## Leben
Troizkaja besuchte in Leningrad die deutsche Petrischule. Sie war sehr sportlich, spielte Klavier, sprach fließend französisch und deutsch und lernte später noch Englisch. Nach dem Schulabschluss 1934 studierte sie an der Universität Leningrad Physik mit Schwerpunkt Geophysik. 1937 während des Großen Terrors wurde ihr Vater vom NKWD als Volksfeind verhaftet. Darauf schickte sie ein Telegramm an Lawrenti Beria. Drei Jahre später wurde ihr Vater freigelassen. 1940 schloss sie ihr Studium ab. Während des Deutsch-Sowjetischen Krieges war sie in Kasan evakuiert und gab Offizieren der Roten Armee deutschen Sprachunterricht. Nach Kriegsende kehrte sie nach Leningrad zurück und heiratete den Kernphysiker Alexander Waisenberg, mit dem sie 1946 die Zwillinge Katja und Peter bekam. 1947 zogen sie nach Moskau um.
1950 begann Troizkaja ihre wissenschaftliche Arbeit als Aspirantin im Institut für Geophysik der Akademie der Wissenschaften der UdSSR. Sie spezialisierte sich auf die Mikropulsationen des Erdmagnetfeldes, die mit extrem geringen Frequenzen (ultra low frequency (ULF)) stattfinden. 1953 wurde sie zur Kandidatin der physikalisch-mathematischen Wissenschaften promoviert. Während des Internationalen Geophysikalischen Jahres 1957/1958 organisierte sie für die Erdstrombeobachtung ein Netz mit 19 Stationen an verschiedenen Orten Russlands von Lowosero bis Petropawlowsk-Kamtschatski. Ab 1962 leitete sie die Abteilung für das Erdmagnetfeld (bis 1989).
Von 1964 bis 1979 organisierte sie auf sowjetischer Seite das sowjetisch-französische Projekt zur Messung des Erdmagnetfeldes und der Ionosphäre an konjugierten Orten auf der Nordhalbkugel (Sorga bei Archangelsk) und der Südhalbkugel (Kerguelen-Archipel). Auf Einladung der französischen Wissenschaftler tauchte sie im Bathyscaph Archimède zur Messung des Erdmagnetfeldes 2500 m tief auf den Grund des Mittelmeeres. Ihre Untersuchungen der Erdmagnetfeldpulsationen erlaubten ihr Rückschlüsse auf das interplanetare Magnetfeld im Zusammenhang mit dem Sonnenwind, die später bestätigt wurden.
Von 1972 bis 1980 war Troizkaja Präsidentin der International Association of Geomagnetism and Aeronomy (IAGA). Sie war Mitglied der Russischen Akademie der Naturwissenschaften und mehrerer ausländischen Akademien, so der Finnischen Akademie der Wissenschaften und der Deutschen Akademie der Naturforscher Leopoldina. Sie war Associate der Royal Astronomical Society. Sie arbeitete im Committee on Space Research mit. Sie war Ehrenmitglied der International Union of Geodesy and Geophysics und Mitglied ihres Büros. Sie war Mitglied des Steering Committees des International Geosphere-Biosphere Programme von 1986 bis 1990. Ihre mehr als 300 wissenschaftlichen Arbeiten wurden mehr als 1000-mal zitiert.
Nach dem Tode ihres Mannes Alexander Waisenberg 1985 verließ Troizkaja die Sowjetunion und heiratete 1989 Keith Cole, Professor der La Trobe University in Melbourne. Sie arbeiteten zusammen an verschiedenen Orten der Welt, insbesondere im Goddard Space Flight Center. Schließlich ließen sie sich in Melbourne nieder.
Bei der Frühjahrstagung der American Geophysical Union 1996 organisierten Margaret Kivelson und David Southwood das Symposium ULF Waves: A Tribute to Valeria Troitskaya.

## Ehrungen
- Orden der Völkerfreundschaft (1975)
- Tschischewski-Medaille (2007) für Verdienste um die vaterländische Kosmonautik
- Ehrenprofessur der La Trobe University in Melbourne